# La Montelariá
La Montelariá (en francès Lamontélarié) és un municipi francès situat al departament del Tarn i a la regió d'Occitània.

## Demografia
| 1962                                       | 1968 | 1975 | 1982 | 1990 | 1999 | 2007 |
| ------------------------------------------ | ---- | ---- | ---- | ---- | ---- | ---- |
| 99                                         | 115  | 105  | 77   | 47   | 71   | 60   |
| Des de 1962: població sense dobles comptes |      |      |      |      |      |      |

## Administració
| Període   | Identitat           | Partit |
| --------- | ------------------- | ------ |
| 2001-2008 | Marie-Louise Albert |        |
| 2008-     | Pierre Escande      |        |